# Monastère de la Murta
Le Monastère de Sainte-Marie de la Murta se trouve dans la vallée de La Murta sur le territoire communal d'Alzira, dans la province de Valence dans la Communauté valencienne en Espagne. Datant des (XIVe et XVe siècles), c'est un ancien monastère des Hiéronymites.

## Présentation
Tout au long de son histoire, il a été un important emporium de la culture et de la spiritualité ainsi qu'un centre de pèlerinage de la royauté, l'aristocratie et des personnages religieux influents. Il a été acquis par le Conseil municipal d'Alzira en 1989 et est restauré depuis 1995. Les deux couvents et leur environnement sont protégés.
Le monastère a été fondé sous la protection de l'important monastère de Saint-Jérôme de Cotalba, depuis lequel Fray Domingo Lloret ainsi qu'un groupe de moines ont été envoyés à Alzira en 1401. Cette même année, le 11 février, a commencé la construction selon la règle bénédictine, améliorant la construction de l'église et des autres bâtiments autour du cloître. Lors de cette première étape, dans l'année 1410, le monastère a reçu la visite de Vincent Ferrier. La construction de l'église est estimée au milieu du XVe siècle, quand elle a commencé à recevoir des dons suffisants.